# Christabel Pankhurst
Christabel Harriette Pankhurst (Manchester, 22 september 1880 - Los Angeles,  13 februari 1958)  was een Brits activiste en suffragette.

## Leven
Christabel was de dochter van dr. Richard Marsden Pankhurst en Emmeline Pankhurst, leden van de Independent Labour Party en beiden fanatieke voorvechters voor vrouwenrechten. Samen met haar zussen Sylvia en Adela en haar moeder zette ze zich vanaf 1906 volledig in voor de Women's Social and Political Union (WSPU).
Christabel is vooral de geschiedenis in gegaan als de rechterhand van haar moeder, die van het begin af de centrale figuur was geweest in het Britse vrouwenactivisme, maar geleidelijk nam de ook zelf een leidende rol op zich binnen de beweging. In haar strijd voor het vrouwenkiesrecht waren de Pankhursts erg radicaal en schuwden bij tijd en wijle ook gewelddadigheden niet. Diverse malen belandde ook Christabel in de gevangenis. Van 1912 tot 1913 verbleef ze in Parijs om uit handen van de Britse justitie te blijven. Ze had verschillende amoureuze relaties met andere leden van de suffragettebeweging, waaronder Annie Kenney.
In de loop der jaren verwijderden Christabel en haar moeder zich steeds verder van Sylvia, die meer de weg van het communisme opging en met name tijdens de Eerste Wereldoorlog een pacifistische houding aannam. Christabel en haar moeder daarentegen waren tijdens de oorlog uitermate patriottisch en werden door de regering ook gebruikt voor propagandistische doeleinden. In 1917, na de februarirevolutie, reisde Sylvia onder andere met Alfred Milner bijvoorbeeld naar Rusland om Aleksandr Kerenski te overtuigen de strijd tegen Duitsland voort te blijven zetten. Het patriottisme van Christabel en haar moeder verbaasde menig vroeger medestander, maar had mogelijk als strategisch doel om krediet te verwerven voor de strijd om het vrouwenkiesrecht, dat er uiteindelijk in 1918 ook kwam.
In 1921 emigreerde Christabel naar Californië in de Verenigde Staten en legde zich steeds meer toe op evangelisatiewerk. Ook in Amerika groeide ze als zodanig uit tot een nationale bekendheid en op latere leeftijd verscheen ze nog regelmatig op de televisie.
Christabel overleed in 1958, 77 jaar oud, zonder ziek te zijn geweest, zittend in haar stoel.

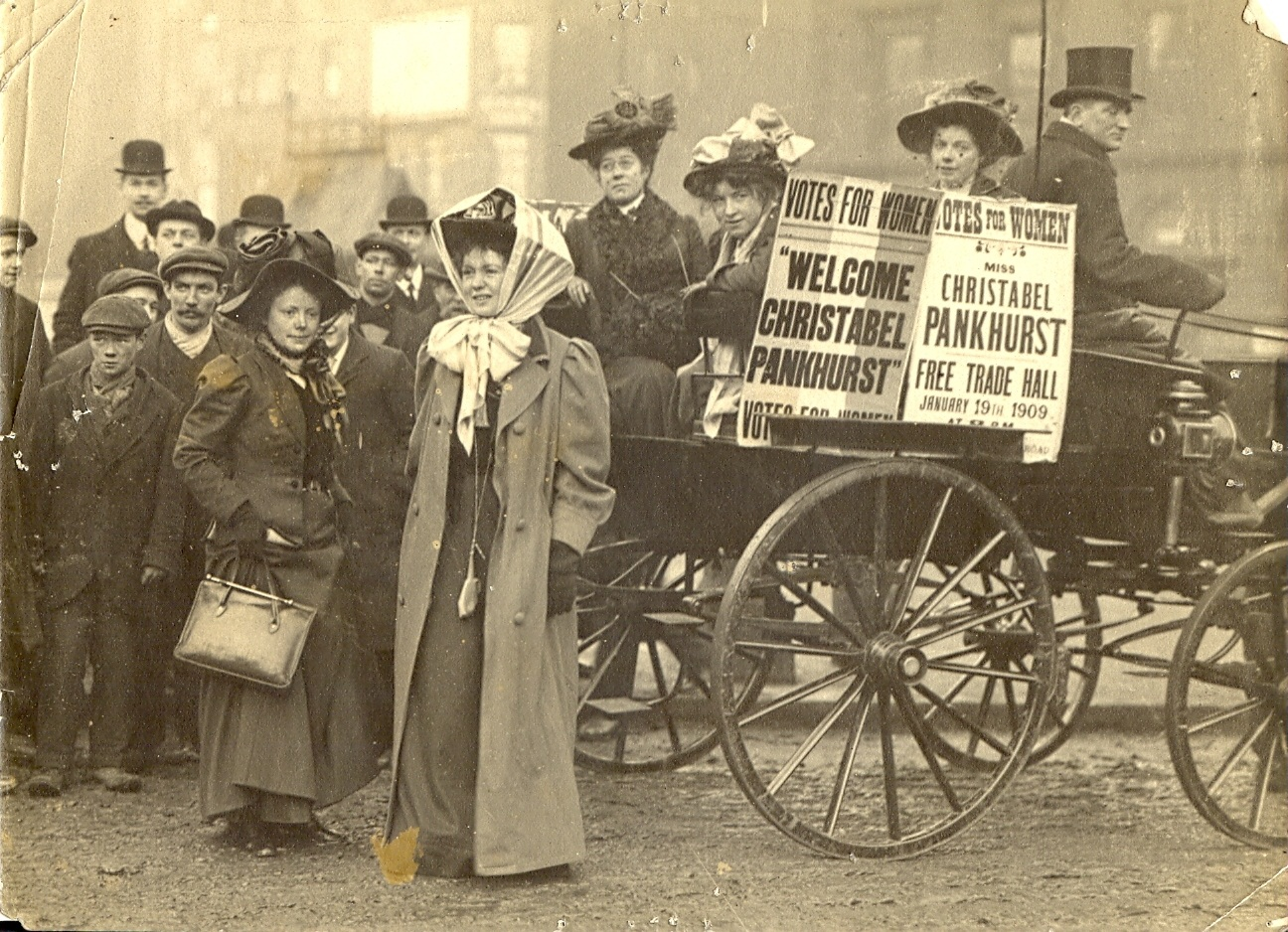
Christabel (midden) in Manchester, 1909